# Campylopodium curvisetum
Campylopodium curvisetum là một loài rêu trong họ Dicranaceae. Loài này được Hampe Paris mô tả khoa học đầu tiên năm 1894.